# Småtjärnarna (Edefors socken, Norrbotten, 733616-174787)
Småtjärnarna är en sjö i Bodens kommun i Norrbotten och ingår i Luleälvens huvudavrinningsområde.